# فانا لهتغوس
فانا لهتغوس (بالإنجليزية: Vana-Lahetaguse)‏ هي قرية تقع في إستونيا في Lümanda Parish.